# Elisabeth Vreede

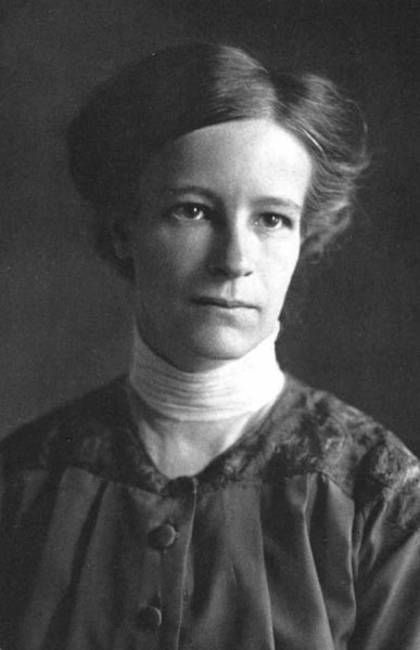
Elisabeth Vreede

Elisabeth Vreede (Den Haag, 16 juli 1879 - Ascona, 31 augustus 1943) was een Nederlandse wiskundige, astronoom en antroposoof .

## Jeugd en opleiding
Elisabeth Vreede werd geboren in Den Haag als dochter van een welgestelde jurist, Hendrik Vreede (1847-1933), die directeur was van de Hollandsche Bank des Vos en Vreede. Haar moeder Jacoba Elisabeth Schill (1853-1925), besteedde haar tijd aan liefdadigheid. Een van haar broers, Adriaan Gerard Vreede, werd bisschop in de Vrij-Katholieke Kerk.
Elisabeth Vreede kwam in haar ouderlijk huis in aanraking met de theosofie. Ze was al vroeg geïnteresseerd in de sterrenhemel, las de werken van Camille Flammarion en leerde tegelijkertijd Frans. Ze ging voor het eerst naar school toen ze zeven jaar was. Ze kreeg na de lagere en middelbare school twee jaar lang privéonderwijs om kwalificaties te behalen voor toelating tot de universiteit.
Aan de Universiteit van Leiden studeerde ze wiskunde, sterrenkunde, filosofie (vooral Hegel) en Sanskriet. Ze was actief in het studentenleven, richtte een bootclub op en was bestuurslid van de studentenvakbond.

## Werk in wiskunde, astronomie en antroposofie
Vreede werd in 1900 lid van de Theosofische Vereniging, maar vond het gezelschap onsympathiek. De eerste ontmoeting met Rudolf Steiner vond plaats in 1903, op het theosofische congres in Londen. Haar ouders waren theosofen en ook zij was lid van de Theosophical Society. Op het congres maakte Steiner grote indruk op haar. Een jaar later, in 1904, hoorde ze Steiners lezing over 'Wiskunde en occultisme' op een Europees congres van theosofen in Amsterdam. Het volgende Europese congres was in 1906, waar Steiner een cyclus van 18 lezingen hield. Toen Steiner zich losmaakte van de Theosofische Vereniging koos Vreede ervoor hem te volgen.
Na het behalen van haar diploma in 1906 gaf ze tot 1910 wiskundeles aan een Middelbare Meisjesschool. Vanaf 1910 woonde ze in Berlijn, in het huis van Steiner en Marie von Sivers aan de Motzstraße 17. Ze werkte daar aan haar proefschrift. Ook werkte ze af en toe als secretaresse voor Steiner. Hij vroeg haar ook om te schrijven over de (on)geldigheid van de hypothesen in de natuurwetenschap. ZIj voelde zich echter niet in staat om dat te doen.
In april 1914 verhuisde ze samen met haar ouders naar het Zwitserse Dornach om te helpen bij de bouw van het eerste Goetheanum, waar ze hout bewerkte dat nodig was voor het gebouw.
Madeleine van Deventer, van wiens hand in 1976 een ‘Lebensbild’ over Vreede zou verschijnen, ontmoette haar voor het eerst in de zomer van 1915. Zij woonde met haar ouders in een klein huisje in Neu-Reinach (omgeving Reinach, eveneens in Zwitserland). De vrouwen werden vriendinnen.
Tijdens de oorlogsjaren 1916/17 vertrok Elisabeth Vreede uit Dornach om in Berlijn te gaan werken als medewerker van Elisabeth Rotten, die voor Engelse krijgsgevangenen zorgde.
Na de Eerste Wereldoorlog ontwikkelde Rudolf Steiner zijn idee van de Sociale driegeleding. Vreede was hierin geïnteresseerd en zij was de eerste die dit idee naar Engeland bracht. Rond 1918 begon ze met de bouw van de bibliotheek en het archief aan het Goetheanum, waarbij ze met eigen middelen de kostbare transcripties van lezingen kocht die werden uitgetypt op basis van een stenogram. Af en toe droegen vrienden bij aan haar pogingen om een archief op te bouwen.
Steiner publiceerde in 1919 een open brief, waarin hij pleitte voor de wederopbouw van Duitsland. In verschillende landen werden comités opgericht om die brief te verspreiden. Vreede nam deel aan dat comité, samen met prof. dr. H. S. Hallo, prof. C. Feldmann, Jacoba van Heemskerck, Marie Tak van Poortvliet, S.A. Spaarwater en Henri Zagwijn.
In 1920 verhuisde Vreede naar Arlesheim waar ze een eigen huisje had laten bouwen, op grond die was aangekocht door de Nederlandse antrosofische arts Ita Wegman. Wegman had daar in 1921 de eerste antroposofische medische kliniek opgericht. Vreede woonde in het huis, dat 9 kamers had, samen met haar ouders. Het was het tweede woonhuis waarvoor Rudolf Steiner in 1919 zelf het model had gemaakt en het had geen afscheiding met het Goetheanum, dat echter in 1922 afbrandde. Aan het ontwerp van het huis had ook haar vriendin, beeldhouwster Edith Maryon, meegewerkt.

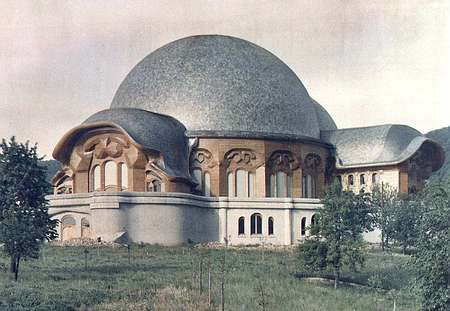
Buitenzijde eerste Goetheanum

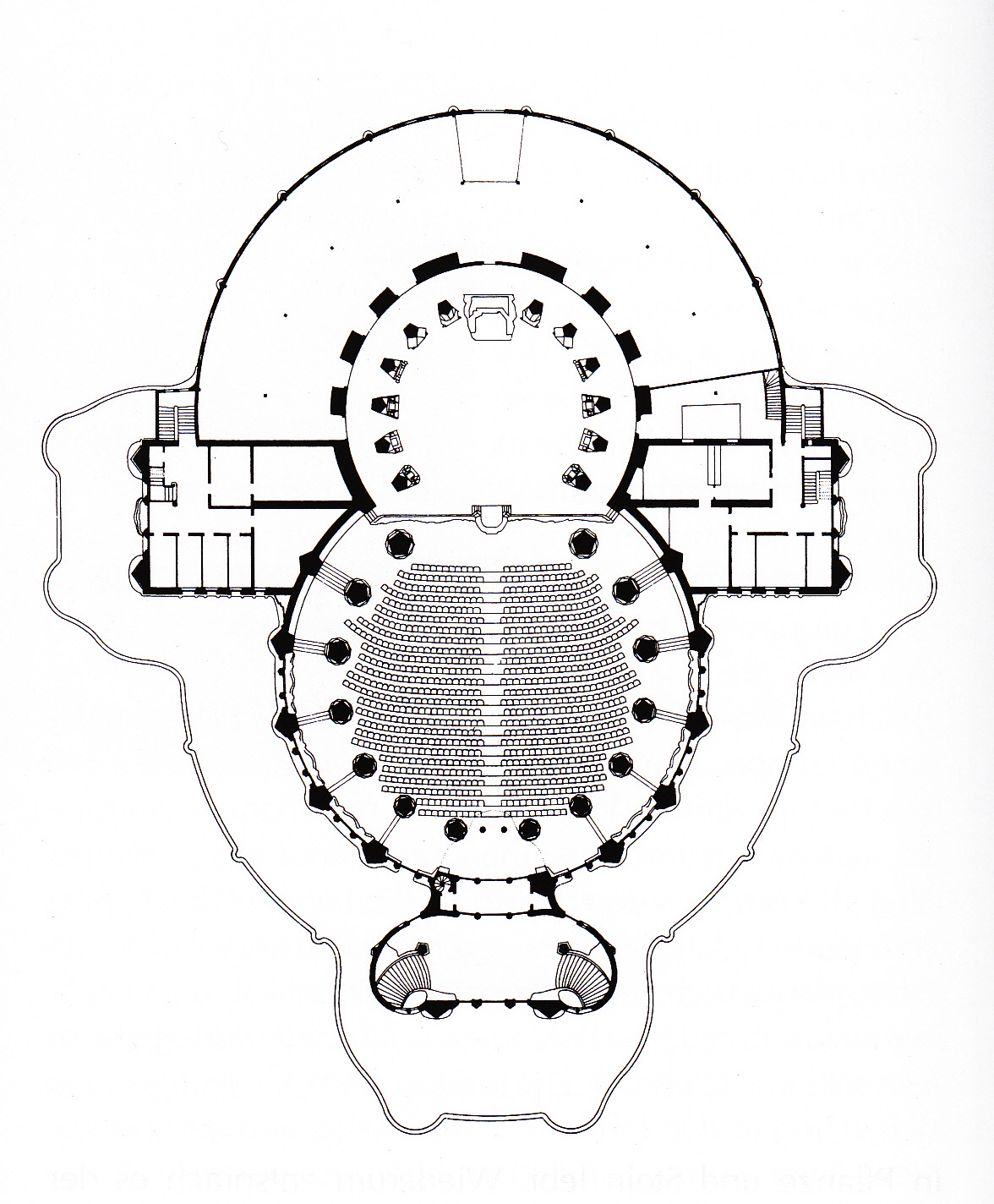
Plattegrond eerste Goetheanum

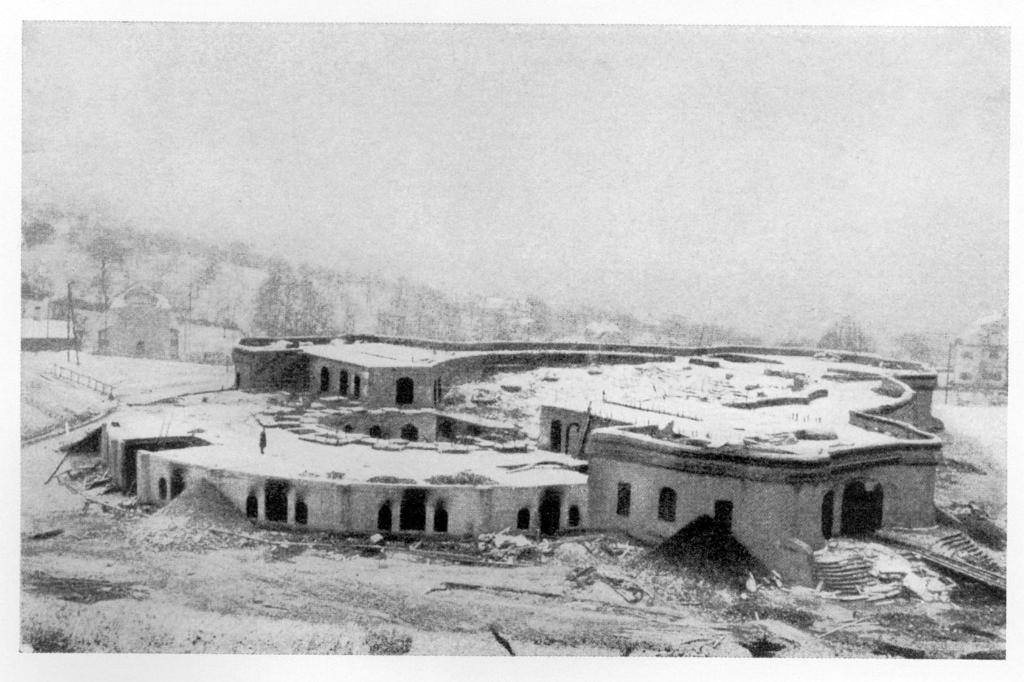
De ruines van het eerste Goetheanum na de brand, foto uit 1923

In december 1923 werd Vreede aangesteld als leider van de wiskundig-astronomische afdeling van de Hogeschool voor Geesteswetenschap aan het Goetheanum. Steiner zei over haar: "Mevrouw Vreede is een van degenen die mijn colleges het beste begrijpen."
Van december 1923 tot 1935 maakte ze deel uit van de raad van bestuur (Vorstand) van de Algemene Antroposofische Vereniging. In 1924 volgde ze de landbouwcursus van Rudolf Steiner in Koberwitz, die de basis zou zijn voor de ontwikkeling van de biologisch-dynamische landbouw. 
Vreede ontwikkelde na het overlijden van Steiner in 1925 plannen voor het bouwen van een sterrenwacht van 4,5 x 4,5 m, met een verschuifbaar dak. Op haar kosten werd In de zomer van 1927 deze sterrenwacht gerealiseerd. Zij kocht hiervoor een 19e-eeuwse telescoop, die in 1958 gerestaureerd werd. Het observatorium bestaat in de 21ste eeuw nog steeds en wordt Johannes Kepler-sterrenwacht genoemd.
 

Tussen september 1927 en augustus 1930 schreef ze in haar hoedanigheid van leider van de Mathematisch-Astronomische Sectie maandelijks een brief, toen verkrijgbaar als abonnement, over zowel moderne astronomie als klassieke astrologie in het licht van de geesteswetenschappen. De brieven bevatten uitleg over de grondbeginselen van de astronomie en overwegingen over astrologie in de moderne wereld, met verwijzing naar onderwerpen als nutatie, precessie van de equinoxen, kometen, zonsverduisteringen en maansverduisteringen en de betekenis van de christelijke feestdagen zoals Pasen en Witte Zondag (de zondag na Pasen). Als voorbeeld de volgende tekst over de wisselwerking van de kracht van de zon en de volle maan:
De zon heeft het beste van zichzelf al aan de aarde gegeven, en dus zijn de zonnekrachten in het huidige verloop van de aardeontwikkeling aan het afnemen. Het is de maan in haar gedaante van Volle Maan die de zon berooft van haar krachten.
In deze periode maakte ze ook horoscopen en zocht zij naar de kiemen voor de vergeestelijking van de wiskunde en de astronomie.

## Uitzetting uit de Antroposofische Vereniging
Op 9 en 11 juli 1930 hield ze twee lezingen in Stuttgart met de titel The Bodhisattva Question in the History of the Anthroposophical Society. De tekst hiervan werd later gepubliceerd in een Engelse vertaling. De lezing werd gehouden op basis van een stelling van Adolf Arenson dat Rudolf Steiner een Bodhisattva geweest zou zijn. Onder andere hierdoor ontstond een afstand tussen haar en de andere bestuursleden van de Antroposofische Vereniging en werd ze tot ketter verklaard.
Achter haar rug werd het door haar opgezette en gefinancierde Rudolf Steiner Archiv samengevoegd met de bibliotheek van het Goetheanum en kreeg een ander de leiding daarover. Zij werd niet op de hoogte gesteld toen Steiner stervende was en mocht van Steiners echtgenote niet meerijden in de volgauto naar Steiners crematie.   
Toen in 1935 een afscheiding plaatsvond binnen de Antroposofische Vereniging, werd Vreede uit de Vorstand gezet en ging haar sectie in andere handen over. Zij was niet de enige, want ook Willem Zeylmans van Emmichoven (voorzitter van de Nederlandse vereniging) en Daniel Nicol Dunlop (voorzitter van de Engelse vereniging) werden uit de Duitse moedervereniging gezet. Na haar uitsluiting van de Vorstand samen met Ita Wegman, had Vreede geen toegang meer tot het door haar gebouwde observatorium en tot de archieven die ze zelf had helpen samenstellen. Over beide vrouwen verschenen op schrift allerlei beschuldigingen.
Daarna werkte ze samen met de Vereinigten Freien Antroposofische Gruppen en begon daarin opnieuw een Mathematisch Astronomische Sectie.

## Latere leven
De laatste jaren van haar leven werden eenzamer, hoewel ze vanaf 1935 vele reizen maakte, onder meer naar Nederland en Egypte en in 1936 naar Turkijë om daar een zonsverduistering te zien. Ze raakte door de Tweede Wereldoorlog afgesneden van haar vrienden in het buitenland. Het overlijden van Ita Wegman begin maart 1943 was een grote schok voor haar. Bij de interne herdenking in de kliniek sprak ze woorden uit bij haar lofrede. Het was de eerste keer na de uitsluiting dat ze weer tegenover haar voormalige collega's stond.
Bij een herdenking van de sterfdag van Rudolf Steiner (30 maart) sprak ze de kring van vrienden en collega's opnieuw toe in de kliniek van Ita Wegman in Arlesheim. Ze wilden niet alleen Rudolf Steiner herdenken, maar ook de vele leidende antroposofen, van wie de meesten niet meer zo bekend waren. Ze sprak op een toegewijde manier over Edith Maryon en met een fijne karakterisering van haar wezen over Alice Sauerwein. Ze portretteerde graaf Keyserlingk en Louis Werbeck. Ten slotte vertelde ze over Caroline von Heydebrand en Eugen Kolisko .
Begin mei 1943 sprak ze nog een keer bij de 400ste sterfdag van Copernicus. Bij de lezing viel op dat ze zich met moeite staande kon houden. Een paar dagen later, op 6 mei, moest zij in bed blijven. Vreede, die nooit eerder ziek was geweest en ook niet afhankelijk was van andere mensen, werd thuis verzorgd door Frl. Schunemann.
Zij bleek een septische ziekte te hebben. Periodes met hoge koorts en rillingen kwamen herhaaldelijk terug. Zij kon niet meer eten en kreeg complicaties zoals hartinsufficiëntie en bloedvergiftiging. Zij werd behandeld door collega's van Ita, door Madeleine van Deventer,  Ernst Marti en Werner Kaelin. De bloedvergiftiging verspreidde zich snel. Na een lichte verbetering ging ze naar Ascona, waar de Casa Andrea Cristoforo-kliniek was opgericht door Ita Wegman. Vreede overleed daar op 31 augustus 1943. 

## Na haar overlijden
Hoewel tijdens haar leven uit de Antroposofische Vereniging gezet, krijgt Elisabeth Vreede nog steeds eerbetoon. In 2004 schreef de directeur van het Duitse Ita Wegman Institut, Peter Selg een monografie over haar.
Op 24 maart 2018 rehabiliteerde de Algemene Vergadering van de Antroposofische Vereniging de beide in 1935 geroyeerde bestuursleden, Elisabeth Vreede en Ita Wegman met grote meerderheid van stemmen. Er waren 3 tegenstemmen en 17 onthoudingen. De stemming vond plaats na een iniatatief van  Eva Lohmann-Heck en Thomas Heck, dat werd ondertekend door meer dan 300 personen.
In Nederland is op 11 september 2018 het Elisabeth Vreede Instituut opgericht, gevestigd in Den Haag, een stichting met als doel het werk van Elisabeth Vreede voort te zetten. Het verenigingsgebouw van de Antroposofische Vereniging in Nederland in Den Haag, Riouwstraat 1-3, wordt het Elisabeth Vreedehuis genoemd.
De brieven die Vreede schreef als leider van de Mathematisch-Astronomische Sectie verschenen in 2007 in een Engelse vertaling onder de titel Astronomy and Spiritual Science.

## Publicaties
- Enkele brieven uit 1943, Hans Peter van Manen, Antroposofische Vereniging in Nederland / 2003
- Antroposofie en astronomie: astronomische brieven van Elisabeth Vreede 1927-1930 / Uitgeverij Nachtwind / najaar 2019[17]
- Astrologie und Anthroposophie / Verlag am Goetheanum / 1993
- T. H. Meyer en Elisabeth Vreede, The Bodhisattva Question / 2010[18]

- Gemeinsame Normdatei: 118770438
- Historisch woordenboek van Zwitserland: 027524
- International Standard Name Identifier: 0000 0000 2452 7609
- Library of Congress Control Number: n85802699
- Nederlandse Thesaurus van Auteursnamen: 228175739
- Système universitaire de documentation: 161860648
- Virtual International Authority File: 25398396
- WorldCat: E39PBJfx6Bgj6MwxHR7pWKYgKd